# Lucian Muscurel
Lucian Muscurel (n. 17 iunie 1947, București) este  actor și profesor de artă dramatică româno-suedez. A absolvit Institutul de teatru I.L. Caragiale din București (IATC) în anul 1971 la clasa profesorului Constantin Moruzan.
După o trecere de scurtă durată prin teatrele din țară capătă angajament permanent în București jucând la teatrele Mic, Bulandra, Creangǎ, pe scena acestuia din urmă creând personajul Griffin din dramatizarea Omului invizibil de H.G. Wells. Paralel cu activitatea în teatru lucrează în cinematografie, participând la câteva remarcate producții T.V., desfășurând și o activitate intensǎ în cadrul Teatrului Radiofonic.
În 1980, se refugiază în Suedia împreună cu  actrița Liliana Tomescu. Aici urmează cursurile intensive de suedeză din cadrul Universității din Göteborg, cursuri pe care le absolvă cu diploma finală (SVISS). Primește curând cetățenia suedezǎ care, împreună cu Diploma SVISS, îi deshid porțile unui câmp vast de muncă - interpret, traducător, regizor, actor, profesor de teatru - lucrând în aceste domenii din 1981 până în prezent.
În 1984 este admis membru în "Asociația Regizorilor de teatru suedezi" ca urmare și pe baza unor puneri în scenă remarcate de public, presă și jurii internaționale. Realizează ca regizor numeroase puneri în scenă din autori de prestigiu: Dürrenmatt, Cehov, Albee, Ionesco, Strindberg, Holberg, Camus etc.
Ca actor participă în câteva producții de televiziune de mare popularitate: Goltuppen⁠(sv)[traduceți] (1991), Till våra vänner (1993), Rederiet⁠(en)[traduceți] (1993), Beck – Pensionat Pärlan⁠(en)[traduceți] (1997), etc. Ca profesor de teatru timp de peste 30 de ani contribuie, împreună cu actrița Liliana Tomescu, la formarea unora dintre cei mai prestigioși actori suedezi. Lucrează în prezent în funcția de "coach" cu câțiva actori implicați în proiecte care cer pregătire suplimentară.

## Filmografie
- Falansterul (1979)